# Ronald Petrovický
Ronald Petrovický (né le 15 février 1977 à Žilina en Tchécoslovaquie, aujourd'hui ville de Slovaquie) est un joueur professionnel slovaque de hockey sur glace Il évoluait sur l'aile. Il est le frère de Róbert Petrovický.

## Biographie

### Carrière en club
Il commence sa carrière de joueur dans le championnat de Slovaquie pour le HC Dukla Trenčín en 1993-1994 puis traverse l'Atlantique pour rejoindre la Ligue de hockey de l'Ouest (LHOu) et les Americans de Tri-City, les Cougars de Prince George puis les Pats de Regina avant de faire ses débuts dans la Ligue nationale de hockey.
En effet, au cours du repêchage d'entrée dans la LNH 1996, il est choisi par les Flames de Calgary en neuvième ronde (228e choix au total). Il ne joue pas de suite dans la franchise mais continue à prendre de l'expérience en ligue mineure dans la LHOu. En 1998, il fait ses débuts dans la Ligue américaine de hockey avec les Flames de Saint-Jean. Sa première saison dans la LNH est la saison 2000-2001. Il reste deux saisons aux Flames avant de rejoindre les Rangers de New York pour une saison puis les Thrashers d'Atlanta.
Pendant le lock-out 2004-2005 de la LNH, il retourne dans le championnat slovaque et joue pour le MsHK Žilina puis pour le Brynäs IF du championnat de Suède de hockey sur glace avant de retourner dans la LNH en 2005-2006.
Au cours de l'été 2006, il rejoint les Penguins de Pittsburgh et avec l'équipe 2006-2007 des Penguins qui parviennent pour la première fois à atteindre les séries éliminatoires depuis 2002 mais ils perdent au premier tour contre les Sénateurs d'Ottawa.
En 2007-2008, il signe pour le club du MODO hockey de l'Elitserien mais finit la saison avec le club de l'EV Zoug dans le championnat Suisse.

### Carrière internationale
Il représente l'équipe de Slovaquie au niveau international. Il a participé en 2000 au championnat du monde de hockey sur glace et a gagné la médaille d'argent.
En 2004, il fait également partie de la sélection pour le championnat du monde ainsi qu'en 2006 aux Jeux olympiques.

## Statistiques
| Saison     | Équipe                   | Ligue          |     | Saison régulière | Saison régulière | Saison régulière | Saison régulière | Saison régulière |   | Séries éliminatoires | Séries éliminatoires | Séries éliminatoires | Séries éliminatoires | Séries éliminatoires |
| Saison     | Équipe                   | Ligue          | PJ  | B                | A                | Pts              | Pun              | PJ               | B | A                    | Pts                  | Pun                  |                      |                      |
| 1993-1994  | HC Dukla Trenčín         | Extraliga      | 1   | 0                | 0                | 0                | 0                |                  |   |                      |                      |                      |                      |                      |
| 1994-1995  | Americans de Tri-City    | LHOu           | 39  | 4                | 11               | 15               | 86               |                  |   |                      |                      |                      |                      |                      |
| 1994-1995  | Cougars de Prince George | LHOu           | 21  | 4                | 6                | 10               | 37               |                  |   |                      |                      |                      |                      |                      |
| 1995-1996  | Cougars de Prince George | LHOu           | 39  | 19               | 21               | 40               | 61               |                  |   |                      |                      |                      |                      |                      |
| 1996-1997  | Cougars de Prince George | LHOu           | 72  | 32               | 37               | 69               | 119              | 15               | 4 | 9                    | 13                   | 31                   |                      |                      |
| 1997-1998  | Pats de Regina           | LHOu           | 71  | 64               | 49               | 113              | 168              | 9                | 2 | 4                    | 6                    | 11                   |                      |                      |
| 1998-1999  | Flames de Saint-Jean     | LAH            | 78  | 12               | 21               | 33               | 114              | 7                | 1 | 2                    | 3                    | 19                   |                      |                      |
| 1999-2000  | Flames de Saint-Jean     | LAH            | 67  | 23               | 33               | 56               | 131              | 3                | 1 | 1                    | 2                    | 6                    |                      |                      |
| 2000-2001  | Flames de Calgary        | LNH            | 30  | 4                | 5                | 9                | 54               |                  |   |                      |                      |                      |                      |                      |
| 2001-2002  | Flames de Calgary        | LNH            | 77  | 5                | 7                | 12               | 85               |                  |   |                      |                      |                      |                      |                      |
| 2002-2003  | Rangers de New York      | LNH            | 66  | 5                | 9                | 14               | 77               |                  |   |                      |                      |                      |                      |                      |
| 2003-2004  | Thrashers d'Atlanta      | LNH            | 78  | 16               | 15               | 31               | 123              |                  |   |                      |                      |                      |                      |                      |
| 2004-2005  | MsHK Žilina              | Extraliga slo. | 34  | 10               | 9                | 19               | 34               |                  |   |                      |                      |                      |                      |                      |
| 2004-2005  | Brynäs IF                | Elitserien     | 10  | 0                | 5                | 5                | 27               |                  |   |                      |                      |                      |                      |                      |
| 2005-2006  | Thrashers d'Atlanta      | LNH            | 60  | 8                | 12               | 20               | 62               |                  |   |                      |                      |                      |                      |                      |
| 2006-2007  | Penguins de Pittsburgh   | LNH            | 31  | 3                | 3                | 6                | 28               | 3                | 0 | 0                    | 0                    | 2                    |                      |                      |
| 2006-2007  | Penguins de WBS          | LAH            | 4   | 0                | 0                | 0                | 4                |                  |   |                      |                      |                      |                      |                      |
| 2007-2008  | HC Dukla Trenčín         | Extraliga      | 2   | 0                | 1                | 1                | 2                |                  |   |                      |                      |                      |                      |                      |
| 2007-2008  | MODO hockey              | Elitserien     | 18  | 1                | 1                | 2                | 10               |                  |   |                      |                      |                      |                      |                      |
| 2007-2008  | EV Zoug                  | LNA            | 10  | 0                | 0                | 0                | 35               | 7                | 0 | 0                    | 0                    | 8                    |                      |                      |
| 2008-2009  | Dinamo Riga              | KHL            | 30  | 2                | 3                | 5                | 49               |                  |   |                      |                      |                      |                      |                      |
| 2009-2010  | Falcons de Springfield   | LAH            | 6   | 0                | 0                | 0                | 19               |                  |   |                      |                      |                      |                      |                      |
| Totaux LNH | Totaux LNH               | Totaux LNH     | 342 | 41               | 51               | 92               | 429              | 3                | 0 | 0                    | 0                    | 2                    |                      |                      |